# Ігнац Альберті
Ігнац Альберті (нім. Ignaz Alberti; 11 квітня 1760 — 31 серпня 1794) — австрійський ілюстратор, гравер та друкар. Він найняв близько 20 граверів у 1787 році для роботи над картографічними та ботанічними книгами. Після його смерті друкарня та видання керувалися його вдовою.
У 1796 році вдова видала Віденське видання Нового Завіту, яке було заборонене Католицькою церквою через відсутність імприматуру[що?].
Альберті створив та надрукував фронтиспис оригінального лібрето до опери Вольфганга Амадея Моцарта «Чарівна флейта» у Відні в 1791 році. Він був масоном, як і Моцарт, у ложі «Zur gekrönten Hoffung». Фронтиспис був настільки насичений масонською символікою, що його вилучили з усіх наступних видань лібрето.
Однією з публікацій, до якої Моцарт долучив свої останні три пісні (K. 596—598), була Liedersammlung für Kinder und Kinderfreunde am Clavier, видана Альберті у 1791 році. Це був перший із чотирьох томів дитячих пісень, опублікованих у Відні.
Альберті також був ключовою фігурою у підготовці, друку та виданні багатьох праць з природничої історії, лібрето, ораторій та інших тем. Серед них:
- Prodromus in Systema Historicum Testaceorum Йоахіма Йоганна Непомука Спаловського (1795, видано вдовою).
- Mauerrede auf Mozarts Tod (1792).
- Dankopfer Franz dem Zweyten, Kaiser der Deutschen (1792).
- Die ganze heilige Schrift, nach der in der Katholischen Kirche (1791—1793).
- Ovid's Verwandlungen in Kupfern und mit den nöthigen erlaäuterungen versehen heraus gegeben von einer Gesellschaft (1791—1793).
- Emanuel Schikaneder's Die Zauberflöte (1791).
- Liedersammlung für Kinder und Kinderfreunde am Clavier (1791).
- Trauerrede auf Joseph II. zur Gedächtnisfeier gehalten in einer Versammlung der F. M. in der Loge zur gekr. Hofn. im Or. zu Wien (1790).

Ігнац Альберті часто плутають із гравером Ігнацем Альбрехтом.